# Alonso de Hojeda
Alonso de Hojeda (także Alonso de Ojeda, ur. 1468 w Cuenca, Hiszpania zm. 1515 w Santo Domingo, Dominikana) – hiszpański żeglarz, gubernator i konkwistador, badacz wybrzeży Gujany, Wenezueli, Kolumbii i wysp Indii Zachodnich. Europejski odkrywca Jeziora Maracaibo.

## Wczesne życie
Alonso de Hojeda przyszedł na świat w miejscowości Torrejoncillo del Rey w 1468 roku (niektórzy historycy podają rok 1466) w zubożałej rodzinie szlacheckiej. W młodości służył księciu Medinaceli, don Luisowi de la Cerda jako paź. Hojeda był również bliskim krewnym członka Trybunału Inkwizycji o tym samym imieniu oraz siostrzeńcem archidiakona katedry sewilskiej Juana Rodrigueza de Fonseki, który później został przewodniczącym Rady Indii, a zachwycony młodym Hojedą otoczył go swoją protekcją i wsparciem. Alonso wykazał się odwagą i znakomitymi umiejętnościami w sztuce wojennej podczas wojny przeciwko Emiratowi Grenady. Był niezwykle zwinny oraz sprawny we władaniu każdym rodzajem broni. W 1493 roku miał podobno zeskoczyć z Giraldy, dzwonnicy katedry w Sewilli, na rosnące nieopodal niej drzewo, by dowieść swej odwagi. Był też okrutny, arogancki, kłótliwy i bardzo podatny na wdzięki kobiet, równocześnie jednak głęboko religijny i restrykcyjnie przestrzegający zasad katolicyzmu.

## Uczestnictwo w drugiej wyprawie Kolumba do Indii
Dzięki wsparciu arcybiskupa de Fonseki, Hojeda w 1493 dostał się na jeden z okrętów floty pod dowództwem Kolumba podczas jego drugiej wyprawy do jak, wówczas mniemano, Azji. Celem wyprawy było założenie kolonii zajmującej się rolnictwem i handlem, lecz większość uczestników, w tym i sam de Hojeda, była zainteresowana przede wszystkim poszukiwaniem złota. W marcu koloniści założyli na Hispanioli miasto Isabela. Hojeda przejął dowodzenie nad towarzyszącym wyprawie oddziałem wojska. Wysłany przez Kolumba w głąb wyspy, odkrył złoża złota. W marcu 1494 roku powierzono mu dowództwo nad nowo założonym fortem Santo Tomás, z którego, korzystając z nieobecności Kolumba, który odpłynął z Hispanioli w poszukiwaniu Chin, rozpoczął grabieżcze wyprawy na okoliczne plemiona Indian. Był to początek trwającej kilka lat wojny z ludnością tubylczą Hispanioli, której towarzyszyły konflikty o władzę namiestniczą na wyspie pomiędzy Kolumbem i królewskimi urzędnikami. Sam Hojeda powrócił do Hiszpanii prawdopodobnie w 1496.

## Pierwsza ekspedycja do Wenezueli

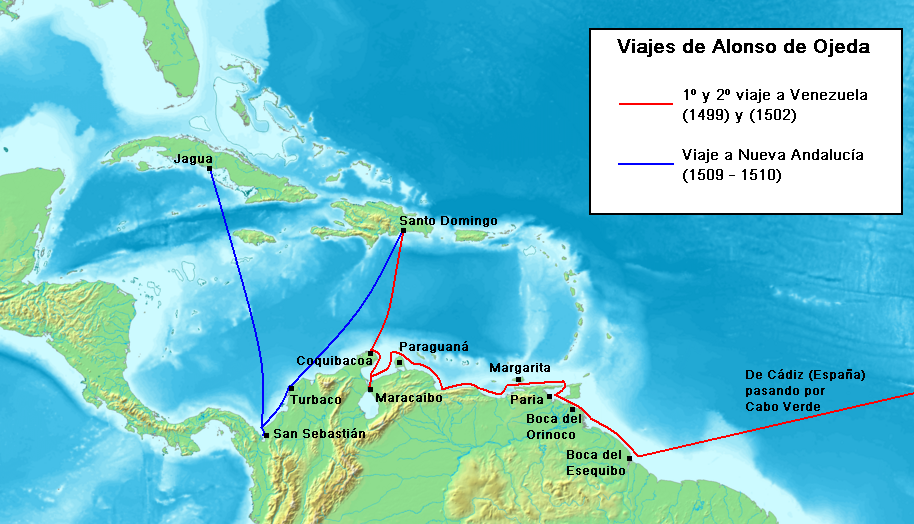

Po powrocie do Hiszpanii, dzięki wstawiennictwu de Fonseki, Królowie Katoliccy zlecili Hojedzie nową wyprawę badawczą do Ameryki. Wypłynął 18 maja 1499 roku na czele trzech karaweli. Podróżował z Juanem de la Cosa oraz włoskim nawigatorem Amerigo Vespuccim. 
Początkowo wyprawa skierowała się wzdłuż zachodnich wybrzeży Afryki, następnie do Wysp Zielonego Przylądka, a potem wprost na zachód. Vespuccci odłączył się od głównej flotylli i popłynął do Brazylii, natomiast Hojeda udał się bardziej na północ. Ląd osiągnął w okolicach ujścia rzek Essequibo i Orinoko. Płynął wzdłuż wybrzeża amerykańskiego, odwiedził wyspę Trynidad i zmierzał cały czas na zachód szukając przejścia do Indii. Następnie wyprawa minęła półwysep Paraguaná, a Hojeda odkrył wyspę Curaçao, która została nazwana Wyspą Gigantów, ponieważ Indianie tam spotkani byli szczególnie wysocy. Kolejnymi punktami wyprawy była Aruba oraz Wyspy Ptasie. 
Wyprawa wpłynęła do Zatoki Wenezuelskiej, gdzie natknęła się na Indian z plemienia Wayuu, którzy mieszkali w palafitach (domach znajdujących się na wbitych w ziemie palach). Vespucciemu skojarzyło się to z Wenecją, dlatego region ten został nazwany Wenezuelą (małą Wenecją). Martín Fernández de Enciso, który w 1509 roku towarzyszył Hojedzie w wyprawie twierdził jednak, że nazwa pochodzi od terminu „Veneciuela”, którym określili samych siebie lokalni Indianie. 24 sierpnia 1499 roku ekspedycja dotarła do jeziora Macaraibo, pierwotnie nazwanego jeziorem św. Bartłomieja od dnia odkrycia tego miejsca. 
Kilka dni później wyprawa zawróciła do Hispanioli z niewielką ilością pereł z Parii, złota oraz niewolników. Ekspedycja nie przyniosła więc dużych zysków, ale miała wielkie znaczenie - była to pierwsza europejska eksploracja wybrzeży Wenezueli. Wyprawa dała też szansę Juanowi de la Cosie na naszkicowanie pierwszej mapy owego wybrzeża, natomiast dla Vespucciego możliwe, że jest to okazja to zobaczenia i opisania po raz pierwszy Nowego Świata. 5 września 1499 roku Hojeda zawinął do portu w Hispanioli, gdzie spotkał się z wrogim przyjęciem ze strony Kolumba i jego zwolenników. Podważali oni legalność wyprawy de Hojedy, który w dodatku niedługo po przybyciu ponownie włączył się do trwających od 1494 walk. Po opuszczeniu Hispanioli zaatakował też mieszkańców Wysp Bahama biorąc kilkudziesięciu do niewoli. Alonso wrócił do Hiszpanii w czerwcu 1500 roku (lub jak sądzą niektórzy historycy wcześniej, nawet w listopadzie 1500 roku). Z 300 członków załogi przeżyło raptem 50 - pomiędzy nich rozdzielono niewielki zysk z wyprawy.

## Druga wyprawa do Wenezueli
Pomimo klęski pierwszej wyprawy, Hojeda zdecydował się na organizację drugiej ekspedycji do Wenezueli i uzyskał na ten cel poparcie pary królewskiej 8 czerwca 1501 roku. Alonso, za plecami Kolumba, został mianowany na gubernatora, a co za tym idzie zyskał prawo do założenia kolonii na odkrytych ziemiach. Zalecono mu jednak, aby omijał Parię. Hojeda skontaktował się z andaluzyjskimi kupcami - Juanem de Vengarą oraz Garcia de Camposem, którzy wydzierżawili mu cztery karawele. 
Hojeda wyruszył w styczniu 1502 roku i płynął tą samą trasą, co podczas swojej pierwszej wyprawy. Ominął zatokę Parii, ale lądował na wyspie Margarita, gdzie za pomocą różnych metod próbował pozyskać złoto od tubylczej ludności. Płynął dalej wzdłuż wybrzeży Wenezueli aż na półwysep Paraguan. W dniu 3 maja 1502 roku założył kolonie Santa Cruz na półwyspie Guajira. Była to pierwsza osada hiszpańska na terytorium Kolumbii, a zarazem na kontynencie południowoamerykańskim. 
Kolonia nie utrzymała się nawet przez trzy miesiące pod naciskiem ataków tubylczej ludności. Pojawiły się także problemy wewnętrzne w hiszpańskiej załodze - Hojeda popadł w konflikt z Vengarą i Camposem. Kupcy uwięzili go i opuścili kolonię z pewną ilością zdobytych na wyprawie łupów. Hojeda został osadzony w więzieniu i przetrzymywany tam aż do roku 1504, wypuszczony dopiero po interwencji arcybiskupa de Fonseca. Alonso został zobligowany do zapłaty dużej rekompensaty, która pozbawiła go większej części majątku. Druga wyprawa do Wenezueli zakończyła się wielką porażką.

## Trzecia wyprawa do Nowej Andaluzji
Po opuszczeniu więzienia, Alonso de Hojeda przebywał na Hispanioli przez cztery lata, a niektórzy historycy utrzymują, że wrócił on do Hiszpanii. W 1508 roku dowiedział się, że król Ferdynard poszukuje chętnych na przeprowadzenie akcji kolonizacyjnej na terenach między Cabo Gracias a Dios (dzisiaj na granicy Hondurasu oraz Nikaragui) a Cabo de la Vela (dzisiejsza Kolumbia). Przeciwnikiem w walce o ową godność był Diego de Nicuesa. Ponieważ obaj kandydaci mieli swoje zasługi, Ferdynard zdecydował się podzielić ów teren na dwie części: Verangue na zachodzie i Nową Andaluzję na wschodzie. Hojeda otrzymał tę drugą. 
Obaj gubernatorzy zostali odesłani do Santo Domingo, aby przygotować swoje wyprawy. Flotylla Hojedy była mniejsza od bogatszego Nicuesa i liczyła cztery statki i 300 osób. Był wśród nich Francisco Pizarro, przyszły konkwistador Peru. W wyprawie miał brać udział również Hernan Cortes, ale uniemożliwiła mu to choroba. Z uwagi na spory dotyczące granicy obu gubernatorstw, Juan de la Cosa zdecydował, że granicę wyznaczać będzie rzeka Atrato. Wyprawa ruszyła 10 listopada 1509 roku. Hojeda poprosił pisarza Juana Lopeza de Palaciosa Rubiosa o sporządzenie proklamacji, w wyniku której Indianie sami, dobrowolnie oddają się pod władzę hiszpańską bez konieczności użycia siły. 
Wyprawa wylądowała w Bahii de Calamar w dzisiejszej Kolumbii. Przy pomocy tłumacza, Hojeda wygłosił Indianom treść swojej proklamacji - oni jednak się nią tylko zdenerwowali, dlatego przerażony konkwistador zaczął obdarowywać tubylców prezentami. Z czasem natomiast Hiszpanie rozpoczęli napady na tereny wiosek, rabunek i porywanie Indian przeznaczonych do bycia niewolnikami, a także liczne mordy. Hojeda pokonał tubylców w strefie nadmorskiej, a następnie rozpoczął penetrację puszczy w celu znalezienia niedobitków. W gęstym lesie Hiszpanie zostali zupełnie zaskoczeni przez grupkę Indian, która wymordowała większość oddziału. De la Cosa zginął, aby osłonić odwrót Hojedy. Alonso uciekł wraz z zaledwie jednym hiszpańskim żołnierzem, reszta poległa. Wkrótce z posiłkami przybył Nicuesa. Mimo wcześniejszych sporów, pomógł Hojedzie i dozbroił jego ludzi.
Nicuesa popłynął do swojego gubernatorstwa, natomiast Hojeda wraz z załogą kontynuował podróż wzdłuż Nowej Andaluzji, a 20 stycznia 1510 roku założono osadę San Sebastián de Urabá, która w rzeczywistości była jedynie fortem. Brakowało żywności, klimat był niesprzyjający, a kolonistom cały czas doskwierały ataki tubylców. W jednym z nich Hojeda został zraniony w nogę zatrutą strzałą. Obiecana pomoc od Martina Fernandeza de Enciso nie nadchodziła, więc Hojeda osadził na czele fortu Francisco Pizarra i stwierdził, że wróci po pięćdziesięciu dniach z Santo Domingo z posiłkami. Tak się nie stało, więc Pizarro opuścił San Sebastián w dwóch brygadach z siedemdziesięcioma ludźmi. Enciso przybył niedługo później ze spóźnioną pomocą, której udzielił garstce, która została. Tubylcy następnie spalili opuszczony port. 

## Dalsze losy Hojedy
Alonso de Hojeda nie dotarł do Santo Domingo po wyruszeniu z San Sebastián. Jego siedemdziesięcioosobowa załoga została przechwycona przez pirata Bernardino de Talaverę. Cała wyprawa rozbiła się jednak na wybrzeżach Kuby po strasznym huraganie. Podczas pieszego marszu w stronę Hispanioli, zmarła połowa załogi z głodu i wyczerpania. Jedynym przedmiotem, w którego posiadaniu był Hojeda był obraz Matki Boskiej. Alonso przyrzekł na niego, że wybuduje kościół w pierwszej wiosce, do której trafi. I tak też się stało - kiedy ekspedycja dotarła do osady Cueybá, Hojeda postawił tam małą świątynie wraz z tuzinem ludzi i piratem Talaverą. Stamtąd uratował go Pánfilo de Narváez, z którym uczestnicy niefortunnej wyprawy udali się do Jamajki, a potem na Hispaniolę, gdzie Hojeda dowiedział się o losach San Sebastián. Talavera natomiast został aresztowany za piractwo. 
Hojeda wycofał się po nieudanej wyprawie z dalszego pełnienia urzędu gubernatora. Ostatnie pięć lat życia spędził w Santo Domingo, gdzie zmarł w 1515 roku. Tam też został pochowany. 